# Tatsurō
Tatsuo Iwakami (岩上達郎) (Mito, 21 de agosto de 1979) mais conhecido como Tatsurō (逹瑯), é um vocalista e compositor japonês, conhecido por ser vocalista da banda de rock MUCC desde 1997. Estreou como artista solo em 2 de fevereiro de 2022 com o lançamento dos álbuns =equal e Hikagaku Houteishiki. Ele também é apresentador do programa Jack in the Radio da Tokyo FM.
O vocalista do Kizu, LiME, contou que admira Tatsurō desde jovem em uma colaboração que fizeram.

## Carreira

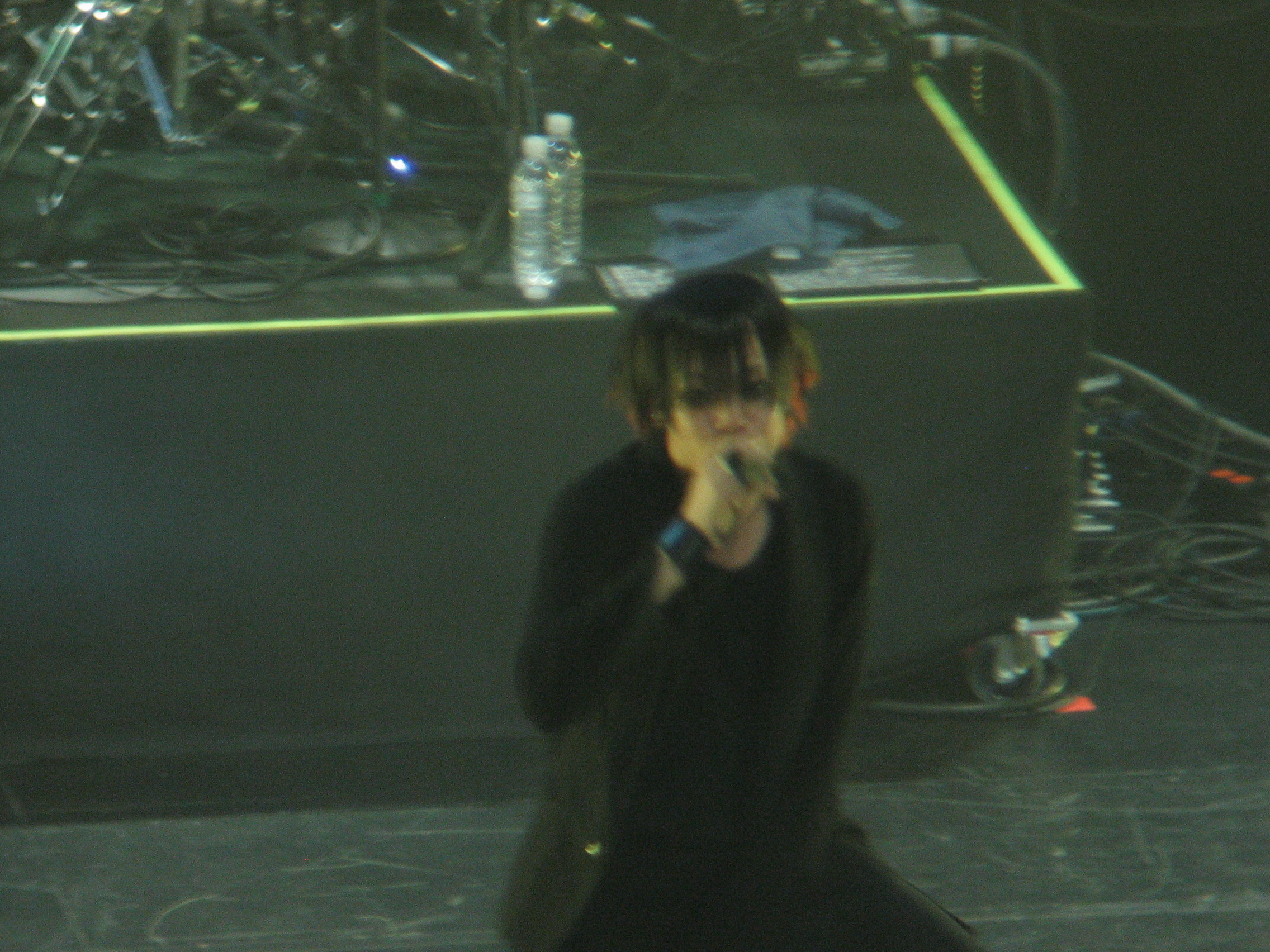
Tatsurō no festival JRock Revolution em 2007, em Los Angeles.

Quando Tatsurō entrou no ensino médio, começou a se familiarizar com a música e participar de festivais musicais escolares. Se tornou vocalista por sentir que cantava bem nos karaokês e sua maior influência é Buck-Tick.
Formou a banda Mucc em 1997. Ele é o principal letrista do grupo e também participa da composição. No começo da carreira, ele usava o nome Tatoo. Alterou para seu nome real em meados de 2000. Ele criou uma banda cover do Buck-Tick em meados de 2001, chamada Bluck-Tick.
Em dezembro de 2021, Tatsurō anunciou que começaria uma carreira solo lançando simultaneamente os álbuns  =equal e Hikagaku Houteishiki, motivado por várias situações como a pandemia de COVID-19 e a saída de Satochi do Mucc. O primeiro álbum contém faixas escritas por Tatsurō contando com algumas colaborações especiais como Gara do Merry e o segundo possui músicas escritas por vários artistas da cena J-rock, como Shuuji Ishii do cali≠gari, Akira Nakayama do Plastic Tree, Yuuya do SID, entre outros. Em 2 de fevereiro de 2022 os álbuns foram lançados e alcançaram a posição 34° e 33° na Oricon Albums Chart, respectivamente. A turnê de promoção aos álbuns começou em 15 de fevereiro e sua banda de apoio contou com Umi do Vistlip, Sora do Dezert, Nao do Arlequin, Masa do Nocturnal Bloodlust e o violinista Hiromi Gotoh.  Em abril, fez seus primeiros shows acústicos.
No segundo semestre do ano, anunciou o single "End Roll" lançado em 21 de setembro, incluindo um remix da canção "Rhapsodia" da banda virtual de visual kei Fantôme Iris. No dia seguinte embarcou em turnê nacional junto com os músicos Shō Kiryūin, AKi e Luz. Em 15 de março de 2023 Tatsurō lançou o single "Zankoku" produzido por Kosuke Oshima.

## Vida pessoal
Tatsurō nasceu em 21 de agosto de 1979 na capital de Ibaraki, Mito.  Seus pais são donos de um salão de beleza e seu irmão é esteticista.

## Discografia
Álbuns de estúdio
| Título                              | Lançamento             | Posição na Oricon |
| ----------------------------------- | ---------------------- | ----------------- |
| =equal                              | 2 de fevereiro de 2022 | 34                |
| Hikagaku Houteishiki (非科学方程式) | 2 de fevereiro de 2022 | 33                |

Singles
| Título                  | Lançamento             | Posição na Oricon |
| ----------------------- | ---------------------- | ----------------- |
| End Roll (エンドロール) | 21 de setembro de 2022 | 36                |
| Zankoku (残刻)          | 15 de março de 2023    | -                 |

Com Mucc